# Faraday Society
Die Faraday Society war eine 1903 gegründete britische Gesellschaft für Physikalische Chemie, benannt nach Michael Faraday. 1980 ging sie mit anderen chemischen Gesellschaften in Großbritannien in der Royal Society of Chemistry auf, in der sie die Faraday-Sektion (Faraday Division) bildet.
Sie veröffentlichte die Faraday Discussions, das wissenschaftliche Ergebnis ihrer gleichnamigen regelmäßigen Konferenz, und die Faraday Transactions (ab 1905, im Jahr 1971 von der Chemical Society übernommen).
Einer der ersten Präsidenten war 1905 bis 1907 Lord Kelvin, erster Präsident war Joseph Swan.
Ihre Bourke Lecture ist nun der Bourke Award.